# Milorad Trbić
Milorad Trbić (Ponijevo, Bosna i Hercegovina, 22. veljače 1958.) je bosanski Srbin koji je sudjelovao u ratu u Bosni i Hercegovini. Bio je načelnik za sigurnost Zvorničke brigade Vojske Republike Srpske.
24. ožujka 2005. Međunarodni sud za ratne zločine počinjene na području bivše Jugoslavije optužio ga je za sudjelovanje u genocidu u Srebrenici. U optužnici podignutoj u Haagu stoji da je Trbić odgovoran za pogubljenje oko 1.000 Bošnjaka u Orahovcu kod Srebrenice u jednom danu, 13. srpnja 1995. godine, te mnoge druge zločine: smaknuće šestero bošnjačkih muškaraca u stožeru brigade Bratunac, 15 Bošnjaka kod rijeke Jadar, 150 Bošnjaka u Cerskoj dolini, preko 130 Bošnjaka kod Nove Kasabe, preko 1.000 Bošnjaka u skladištu Kravica i na livadi Sandići, otprilike 500 Bošnjaka zatočenih u školi u Ročevićima kraj Zvornika, 1.200 Bošnjaka zatočenih u školi Kula kraj Pilica, 500 Bošnjaka kraj Kozluka, 500 Bošnjaka unutar kulturnog centra Pilica, 10 Bošnjaka kraj Nezuka, šest Bošnjaka kraj Snagova te šest Bošnjaka, muškaraca i dječaka, kraj Trnova. Dobrovoljno se predao u travnju 2005. Nakon što je 2007. Vijeće za prosljeđivanje predmeta u Haagu odlučilo da Sudu BiH bude ustupljen predmet Milorada Trbića, Sudska policija u Sarajevu je preuzela optuženika.
Odluka o prosljeđivanju je donesena na osnovu zahtjeva Tužilaštva u Haagu, i uz saglasnost optuženog, koji je izrazio želju da mu se sudi u Sarajevu.
16. listopada 2009. prvostupanjskom presudom Sud BiH proglasio je Milorada Trbića krivim za genocid i istrebljenje u Srebrenici počinjene u okviru udruženog zločinačkog poduhvata, te ga osudio na dugotrajni zatvor u trajanju od 30 godina. Sudsko vijeće je zaključilo da je Trbić od 12. do 16. srpnja 1995. godine sam sudjelovao ili pomagao ubojstva muškaraca iz Srebrenice na različitim lokacijama na području općine Zvornik – u Kula-gradu, Vojnoj ekonomiji Branjevo, Domu kulture u Pilici, školama u Orahovcu, Ročeviću, Petkovcima, te je nadgledao ubojstva najmanje 179 osoba na brani kod Petkovca, te da je nadgledao, rukovodio i koordinirao aktivnosti ukopavanja ubijenih u neobilježene masovne grobnice, te ponovnog otkopavanja i premještanja na druge lokacije, "da bi se posmrtni ostaci i identitet žrtava sakrili".

## Poveznice
- Ljubiša Beara
- Vujadin Popović
- Radislav Krstić